# 꽃담배
꽃담배(Nicotiana × sanderae)는 인공 잡종으로 높이는 1미터에 달하고, 원줄기는 몇 개씩 한 군대에서 나오며, 전체에 선모가 있어 끈적끈적하다. 근생엽과 밑부분의 잎은 주걱 모양, 잎자루가 있고, 길이 15~30cm, 폭 7~10cm, 가장자리가 밋밋하며, 다소 물결 모양이다. 경생엽은 긴 타원형 또는 피침형, 잎자루가 없다. 꽃은 흰색, 황색, 연분홍색 또는 자주색, 원줄기와 가지 끝에 달린다. 꽃받침은 녹색, 길이 15~20mm, 맥이 뚜렷하며, 5갈래로 갈라지고, 길이 8mm 정도, 가장 자리가 흰색 막질이다. 화관은 길이 7~10cm, 통부가 길고, 꽃받침과 겉에 선모가 있으며, 윗부분이 굵고, 가장자리가 얕게 5개로 갈라진다. 수술은 5개, 화사는 통부의 중앙에 붙는다. 삭과는 난형, 길이 12mm 정도, 꽃받침으로 싸여 있다.